# Buxtehude-Werke-Verzeichnis
Het Buxtehude-Werke-Verzeichnis ("Buxtehude Werken Catalogus"), veelal afgekort naar BuxWV is de catalogus en het nummeringsysteem gebruikt voor alle werken van Dietrich Buxtehude. Het BuxWV is samengesteld door Georg Karstädt en verscheen in 1974 als Thematisch-Systematisches Verzeichnis der Musikalischen Werke von Dietrich Buxtehude : Buxtehude-Werke-Verzeichnis (BuxWV). In 1985 verscheen een tweede, bijgewerkte editie. De catalogus is thematisch geordend en bevat 275 van zijn werken. De Anhang ("Appendix") voegt nog eens 13 werken toe die aan hem foutief toegeschreven zijn, dan wel waar de vraag is of ze daadwerkelijk van Buxtehude zijn.
Van alle werken van Buxtehude zijn alleen de Veertien Triosonates (BuxWV 252-258 en BuxWV 259-265) uitgebracht tijdens zijn leven.

## Lijsten met Buxtehudes werken
- Vocale muziek (lijst)
- Orgelwerken (lijst)
- Werken voor Cembalo (lijst)
- Kamermuziek (lijst)
- Appendix (lijst)